# رابین کراسه
رابین کراسه (انگلیسی: Robin Krauße؛ زادهٔ ۲ آوریل ۱۹۹۴) بازیکن فوتبال اهل آلمان است.
از باشگاه‌هایی که در آن بازی کرده‌است می‌توان به باشگاه فوتبال پادربورن، باشگاه فوتبال هانزا روستوک، و باشگاه فوتبال کارل زایس ینا اشاره کرد.